# Endoderm
Endoderm je unutarnji zametni listić gastrule svih višestaničnih životinja. Druga dva sloja su ektoderm (vanjski sloj) i mezoderm (srednji sloj). Najznačajnije uloge su mu oblikovanje dviju cijevi tijela, dišne i probavne.
Stanice migriraju prema unutrašnjosti duž pracrijeva stvarajući unutrašnji sloj gastrule, koji se razvija u endoderm.
Endoderm se ispočetka sastoji od spljoštenih stanica, koje kasnije postaju stupaste. 

## Povijest
Ruski biolog Heinz Christian Pander je zaslužan za otkriće triju zametnih listića koji se stvaraju tijekom emgriogeneze. Pander je dobio doktorat iz zoologije na Sveučilištu u Wurzburgu 1817. Započeo je izučavanja u embriologiji koristeći kokošja jaja, zahvaljujući kojima je otkrio ektoderm, mezoderm i endoderm. Zbog ovih otkrića, Pander se ponekad naziva "utemeljiteljem embriologije". Panderov rad na ranim zamecima nastavio je prusko-estonski biolog Karl Ernst von Baer, koji je istraživao zametne listiće kod različitih vrsta te tako proširio ovo načelo na sve kralježnjake. Baer je također zaslužan za otkriće blastule. Svoja saznanja, uključujući i teoriju o zametnim listićima, objavio je u udžbeniku O povijesti razvoja životinja, koji je objavljen 1828.

## Opis
Endoderm stvara epitelnu podlogu cijelog probavnog sustava, osim dijela usta i ždrijela te završnog dijela rektuma (koji su prekriveni derivatima ektoderma). Iz ovog sloja nastaju i stanice koje oblažu sve žlijezde koje se otvaraju u probavni sustav, uključujući jetru i gušteraču; epitel slušne cijevi i timpanične šupljine; dušnik, dušnice, plućne stanice; mokraćni mjehur i dio mokraćne cijevi; folikule štitnjače i timusa. 
Vjeruje se da su stanice gušterače i jetre nastale od zajedničkih stanica prethodnica. Kod čovjeka, tkiva i organi derivirani iz endoderma mogu se prepoznati nakon 5 tjedana embrionalnog razvoja.